# Candy (1968)
Candy is een film uit 1968 onder regie van Christian Marquand. De film is gebaseerd op het boek van Terry Southern. Actrice Ewa Aulin, die Candy speelt in de film, werd genomineerd voor een Golden Globe voor Beste Nieuwkomer. De film draait om Candy, een jonge studente die er achter wil komen wat het zin en de waarheid van het leven is. Tijdens haar zoektocht belandt ze in veel opmerkelijke situaties.

## Rolverdeling
- | Acteur                | Personage                     |
| --------------------- | ----------------------------- |
| Ewa Aulin             | Candy Christian               |
| Charles Aznavour      | Gebochelde jongleur           |
| John Astin            | T.M. Christian/Jack Christian |
| Marlon Brando         | Grindl                        |
| Richard Burton        | MacPhisto                     |
| James Coburn          | Dr. A.B. Krankheit            |
| John Huston           | Dr. Arnold Dunlap             |
| Walter Matthau        | Gen. R.A. Smight              |
| Ringo Starr           | Emmanuel                      |
| Elsa Martinelli       | Livia                         |
| Anita Pallenberg      | Zuster Bullock                |
| Umberto Orsini        | The Big Guy                   |
| Sugar Ray Robinson    | Zero                          |
| Lea Padovani          | Silvia Fontegliulo            |
| Florinda Bolkan       | Lolita                        |
| Nicoletta Machiavelli | Marquita                      |
| Marilù Tolo           | Conchita                      |